# Gardetjärnen
Gardetjärnen är en sjö i Arvidsjaurs kommun i Lappland och ingår i Piteälvens huvudavrinningsområde. Sjön har en area på 0,0791 kvadratkilometer och ligger 366,3 meter över havet.

## Delavrinningsområde
Gardetjärnen ingår i det delavrinningsområde (731744-167648) som SMHI kallar för Ovan 731573-168074. Medelhöjden är 372 meter över havet och ytan är 7,3 kvadratkilometer. Det finns inga avrinningsområden uppströms utan avrinningsområdet är högsta punkten. Vattendraget som avvattnar avrinningsområdet har biflödesordning 3, vilket innebär att vattnet flödar genom totalt 3 vattendrag innan det når havet efter 120 kilometer. Avrinningsområdet består mestadels av skog (80 procent) och sankmarker (12 procent). Avrinningsområdet har 0,08 kvadratkilometer vattenytor vilket ger det en sjöprocent på 1,1 procent.